# ワトキンズ・グレン・インターナショナル
ワトキンズ・グレン・インターナショナル（Watkins Glen International）はアメリカ合衆国、ニューヨーク州のワトキンズグレンにあるサーキット。「ザ・グレン」 (The Glen) と愛称される。全長5552m（3.45マイル）。

## 特徴
ワトキンズグレンはアメリカの公道レースの発祥の地である。しかし1952年のレースにおいて観客に犠牲者が出たため市街近郊の山中に会場を移動。のちにその場所にパーマネント・サーキットが造られた。
ニューヨーク市街から北西に約300kmほど離れた自然豊かな丘陵地にある。ニューヨーク州にある事もあり、アイ・ラブ・ニューヨークの看板も至る所に存在する。キャンピングカーを用いての観戦者が非常に多く、大量のキャンピングカーが並ぶ光景も有名。

レイアウトは高低差が大きく高速レイアウト。大半のコーナーにバンクがついている。序盤のバックストレートまではコース両サイドが金網に囲まれているため、スタート直後の事故が多い。安全性確保、平均速度低下を目的にバックストレートに特設シケインを設置して現在に至る。ホッケンハイムの旧レイアウトやスパ・フランコルシャン同様、非常に広い敷地で深い森の中を走るため、無線が通じない場所が多数存在する。

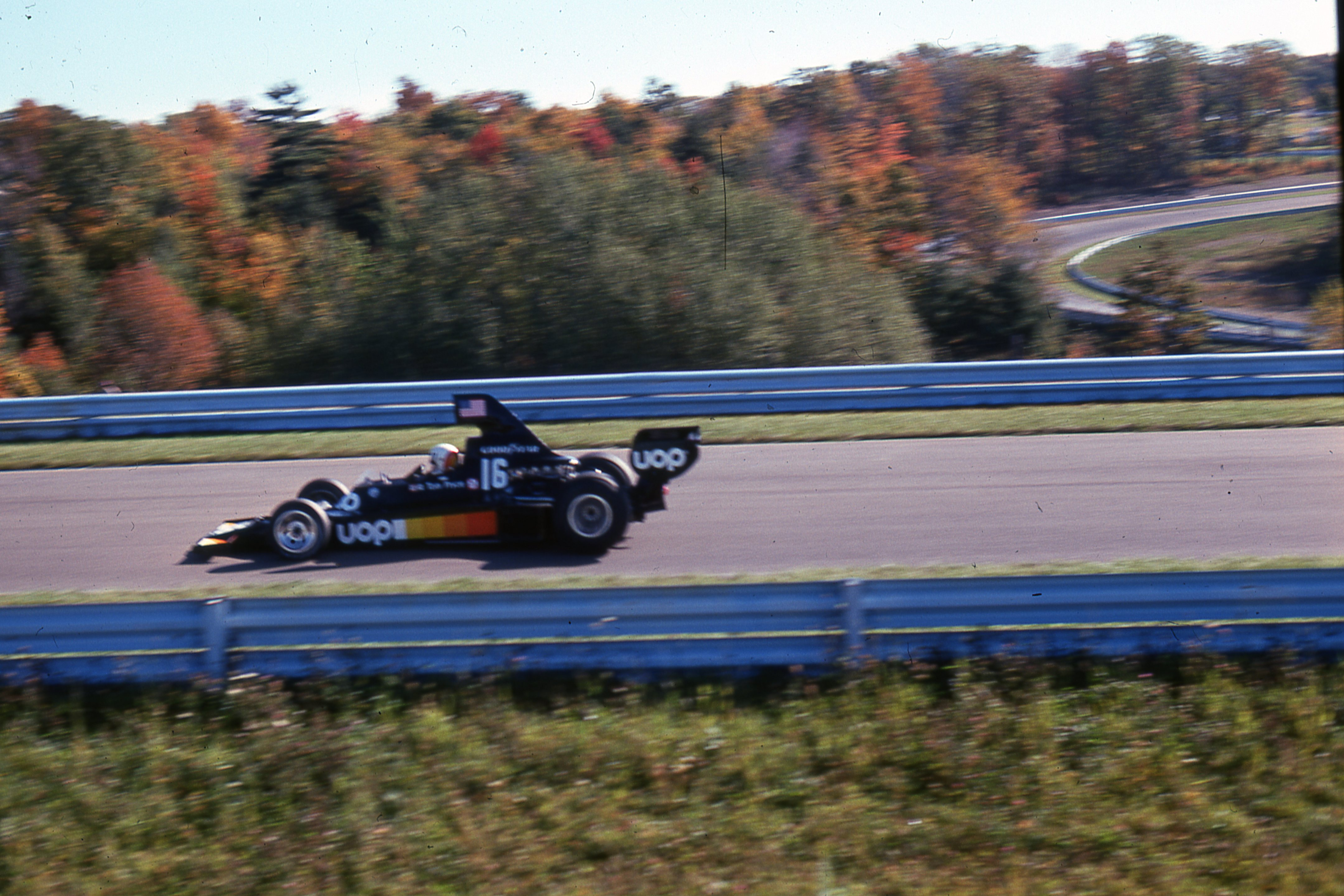
1975年アメリカGPにてシャドウのマシンを駆るトム・プライス

スタートして1コーナーへ。1コーナーは外側に広いランオフが取られているが、ここを通過すると両脇にガードレールが並ぶ部分となる。うねりのある高速S字（通称エセス）からスピードを乗せたままバックストレートへ。特設シケインを通過し、名物の大きいバンクがついた高速コーナー、アウターループを通過し森の中へ。森の中のブートストレートから高速90度ターンを数度回りホームストレートへ戻る。

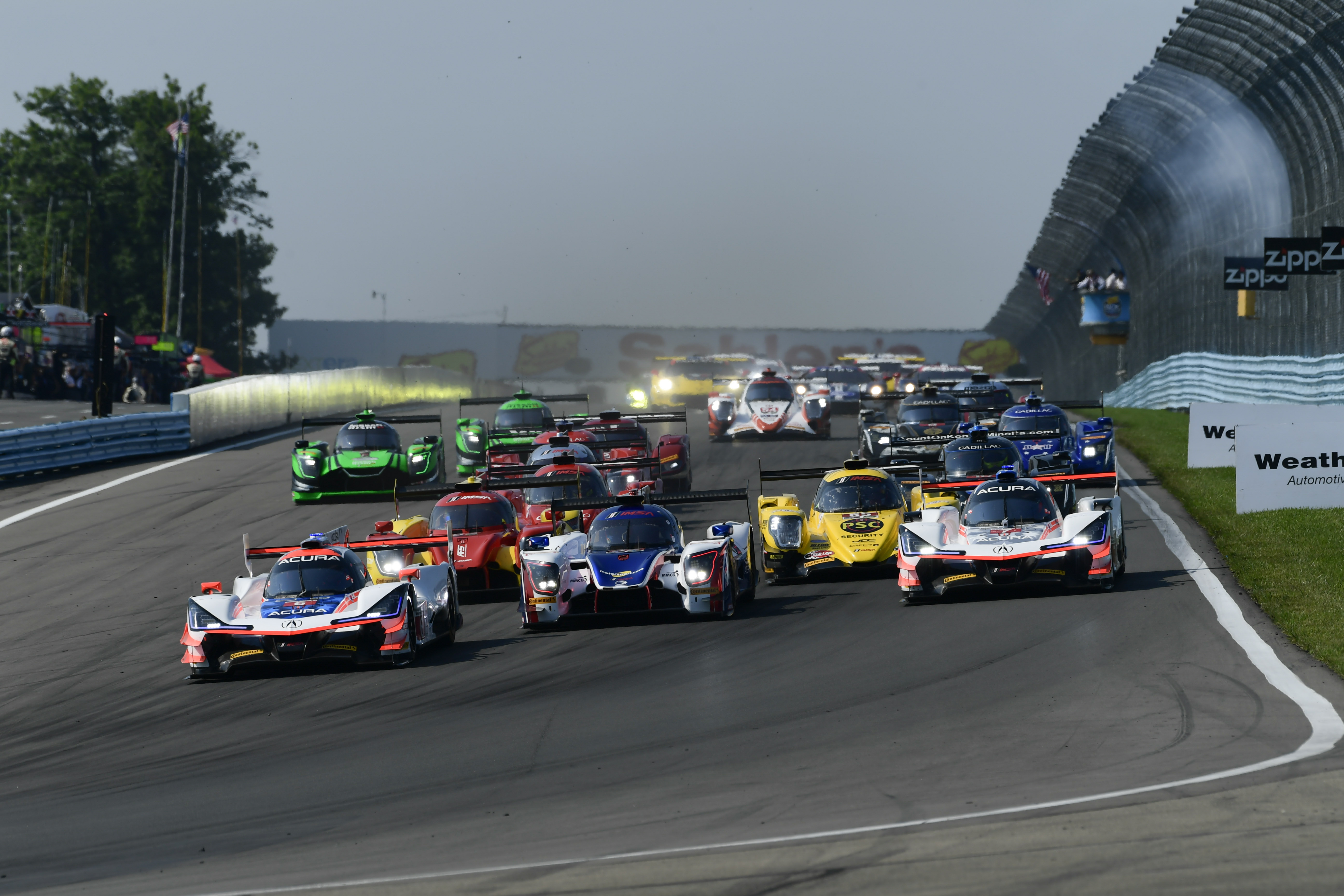
ワトキンズ・グレン6時間レース（2018年）

1961年から1980年まで20年間に渡りF1のアメリカGPが開催された（1976年以降は「アメリカ東GP」）。当初は現在のショートカットコースで開催されていたが、コース拡張に伴い1971年より現在のフルコース（バックストレートのシケインなし）で開催。
伝統のスポーツカー耐久である「ワトキンズ・グレン6時間」が、デイトナ24時間、セブリング12時間、プチ・ル・マンと共にIWSC（IMSA ウェザーテック・スポーツカー選手権）内のIMEC（IMSA ミシュラン・エンデュランス・カップ）の一戦として開催されている。また、モンスターエナジー・NASCARカップ・シリーズにおける数少ないロードコースもここで開催されている。